# Ferulopsis hystrix
Ferulopsis hystrix là một loài thực vật có hoa trong họ Hoa tán. Loài này được (Bunge ex Ledeb.) Pimenov mô tả khoa học đầu tiên năm 1991.